# フルーロン

デジタルフォントのフルーロンの例

フルーロン、あるいはフリューロン (英語: fleuron、[ˈflʊərɒn, -ən, ˈflɜːrɒn, -ən])とは、タイポグラフィで使用する要素のひとつで、一種の記号である。句読点のように使ったり、植字上の装飾として使用することもある。フルーロンは花や葉を様式的に表現したものである。語源は古フランス語の単語で「花」を指す"floron"である。ロバート・ブリングハーストはThe Elements of Typographic Styleにおいて、この形を「園芸のディングバット」と呼んでいる。printers' flower（「印刷屋の花」の意）、floral heart（「花のハート」の意）、「floret」（フロレット）、あるいはもっと正式な名称としてはイタリア・ルネサンスの印刷屋であるアルドゥス・マヌティウスにちなんで「アルドゥスの葉」(aldus leaf)、ツタあるいはキヅタなどの葉を意味する「ヘデラの葉」、またもっと簡単にヘデラシンボルなどと呼ばれることもある。日本語では「花形装飾活字」などと呼ばれることもある。

## 来歴

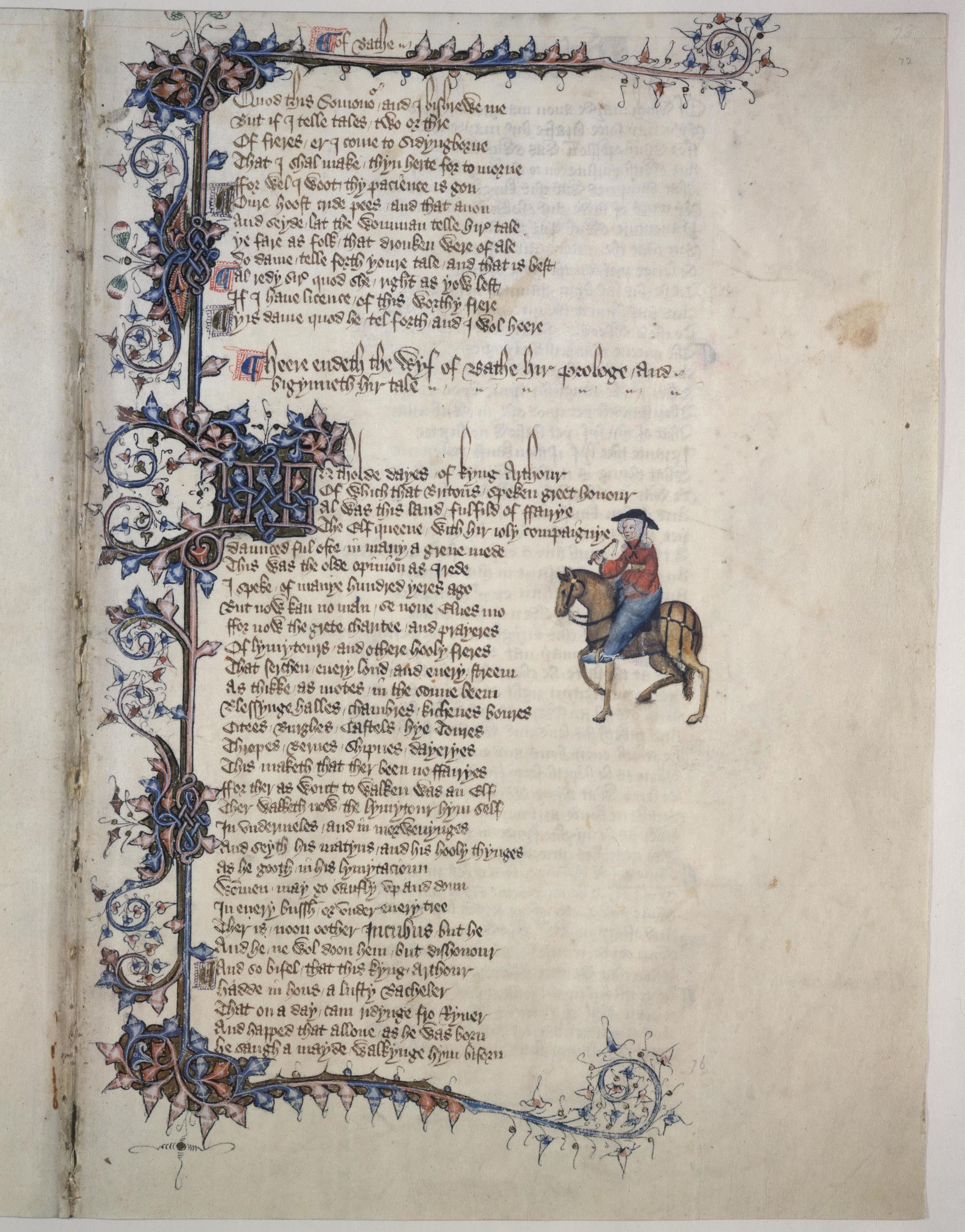
初期の印刷業者は、このような写本のスタイルに似せるためフルーロンを使用した

フルーロンは初期のギリシア語やラテン語のテクストでも使われている最古のタイポグラフィ装飾のひとつであり、段落記号と同様、パラグラフを分けるテクスト中の文字として使われていた。パラグラフの1行目をインデントしたせいで生じた空白スペースを埋めるのにも使われることがある。非常に様式化された方法で1行の中でパラグラフを分けるほか、リストを分割したり、単なる装飾として用いられることもある。もう少しあとの歴史上の文書では、パラグラフを分けるやり方は改行がふつうになり、フルーロンは装飾的に境界を示す記号としてよく使われていた。
フルーロンの活字は他のタイポグラフィ上の要素と同じように作られた。ひとつの金属活字として、印刷屋は文字や数字と並べて活字を組んでいた。このおかげで印刷屋は装飾を作る時間と労力を減らすことができた。この活字はいくつも作って準備することができたため、印刷屋はフルーロンを繰り返し使う境界線も組むことができた。

## Unicode

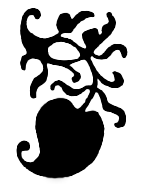
17世紀頃の葉のついたフルーロン

Unicodeの規格では、シンボルのカテゴリー内、装飾記号(Dingbat)、その他の記号(Miscellaneous Symbols)のブロックにおいて、フルーロンは「花のハート」(floral hearts)という名前で組み込まれている。
- U+2766 ❦  (HTML: &#10086;)（装飾記号）
- U+2767 ❧ rotated floral heart bullet (HTML: &#10087;)（装飾記号）
- U+2619 ☙ reversed rotated floral heart bullet (HTML: &#9753;)（その他の記号）

WingdingsとWingdings 2のフォントにはもともと24種のフルーロンがあり、これはUnicode 7.0において新しく追加された装飾用絵記号(Ornamental Dingbats)のブロックに含まれている。

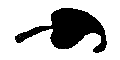
1899年にダンテ・ゲイブリエル・ロセッティが英訳したダンテ・アリギエーリ『新生』に使用されたフルーロン。